# Vala Mal Doran
Vala Mal Doran a Csillagkapu című kanadai-amerikai katonai sci-fi televíziós sorozat egyik szereplője. Vala karakterét Claudia Black színésznő alakításában Damian Kindler és Robert C. Cooper alkotta meg. A 8. évad A megszabadított Prométheusz című epizódjától kezdődően volt a sorozat vendégszereplője (2004). A Vala és Daniel Jackson (Michael Shanks) között érezhető érzelmi vibrálás és a producerek és közönség előtti népszerűség miatt Claudia Black visszatérő szereplő lett a 9. évadban (2005-2006), majd a 10. évadban a főszereplők közé került (2006-2007).
A megszabadított Prométheusz című epizódban Vala egy szexis és haszonleső emberként kerül bemutatásra, aki egy számunkra nem ismert bolygó goa'uldja volt egykor. A 9. évadban Vala és Daniel elindítja egy új ellenséges faj, az Ori történetfonalát. Miután a 10. évadban Vala világra hozta gyermekét, az Ori hódító csapatainak új vezetőjét, csatlakozik a CSK-1-hez, hogy megállítsák az ellenséget. Claudia Black szintén szerepel a 2008-ban csak DVD-re megjelent Csillagkapu: Az igazság ládája című filmben is, melyben az Ori legyőzését és ezzel a történetfonal befejezését láthatjuk. Egykori goa'uldjának, Queteshnek alakjában látjuk őt újra a következő Csillagkapu filmben, a Csillagkapu: Continuumban. Vala alakításáért Claudia Blacket 2006-ban Szaturnusz-díjra jelölték a Legjobb női televíziós mellékszereplő kategóriában, és 2007-ben megnyerte a Constellation-díjat a Legjobb női előadó science-fiction televíziós műsorban 2006-ban kategóriában.

## Szerepe a Csillagkapuban
Vala múltjáról több epizódban is kerülnek elő információk a 8-10. évad során. A család köteléke című részben Valának az apjával, Jaseckel való kapcsolatát, múltját ismerjük meg. Jasec egy szélhámos, aki elhagyta Valát és édesanyját, hogy üzelmeivel foglalkozhasson. Amint az Avalon című részben is említik, Valának volt egy Adria nevű mostohaanyja, akire nem túl örömtelien, boszorkányként emlékszik. Vala gyerekkorából felnőve akarata ellenére a goa'uld Qetesh gazdatestévé vált, de a Tok'rák később képesek voltak eltávolítani belőle a szimbiótát. Vala első találkozása a CSK-1-gyel a A megszabadított Prométheusz című epizódban történt a 8. évadban, abban az időben Vala tolvaj és szélhámos volt. Megpróbálta ellopni a Prométheusz nevű földi hajót saját céljaira, majd amikor Danielnek sikerült kitérnie Vala szexuális jellegű támadása elől és megakadályoznia őt tervei megvalósításában, Vala elmenekült.
A 9. évad nyitóepizódjában Vala felkeresi Danielt a Csillagkapu Parancsnokságon. Elterelésül használva gyorsan forgó nyelvét egy goa'uld karkötő segítségével összeköti kettejüket, kényszerítve Danielt, hogy segítsen neki megkeresi egy Földön található kincset. Találnak egy Ős kommunikációs eszközt, amely Vala és Daniel tudatát egy távoli galaxisban lévő falu két lakójának agyába transzportálja. A falusiak Valát tűzhalálra ítélik, de egy Hírnök – az Ori faj szolgája -, feltámasztja őt. Miután Vala és Daniel biztonságban visszatérnek a Földre, az eltávolított karperec továbbra is hatással van rájuk, így Vala kénytelen továbbra is a CSKP-n maradni. A Hídfőállás című epizódban sikeresen megmentik a galaxist az Ori fenyegetéstől, közben Vala eltűnik és halottnak hiszik őt. Később az évad során újra feltűnik, és az Ős kommunikációs eszköz segítségével tájékoztatja a CSK-1-et, hogy az Ori galaxisban van. Az Ori tudtán kívül, és akarata ellenére megtermékenyítette őt hónapokkal korábban, így Vala kénytelen volt hozzámenni egy helyi falubélihez, Tominhoz, hogy terhessége elfogadható legyen. Amikor Vala az Ori hadsereg közeledéséről beszél a CSK-1-nek, a kommunikációs kapcsolat megszakadt. Ezután Valát a támadó Ori sereg egyik csatahajóján látjuk újra az évad befejező epizódjában, amint úgy érzi, megindult a szülés.
A sorozat utolsó évada azzal kezdődik, hogy Vala kislánynak ad életet. Az Ori a gyorsan felnövő lányt Orici-nak nevezi, de Vala Adriának nevezi el mostohaanyja után. Megpróbálja elfordítani lányát az Oritól, ám nem jár sikerrel. Miután Vala megszökik az Oritól, a CSKP-ra menekül és több küldetés során is csatlakozik a CSK-1-hez, melyek során az Ellencsapás című részben újra találkozik Adriával. Az évadban Vala hivatalosan is a CSK-1 tagja lesz. Tominnal a Vonal a homokban című epizódban találkozik újra, elmondja neki az igazságot az Ősök és az Ori kapcsolatáról, tetteiről. Vala és Adria között a végső leszámolás az Uralom című epizódban következik be, melynek végén Vala elveszíti lányát. Az évad záróepizódjában a CSK-1 egy időbuborékban reked az Odüsszeia fedélzetén. Az ott töltött évek során a Vala és Daniel közötti románc beteljesedik. Ötven évvel később, mielőtt sikerül az időbuborékot visszafordítani és a csapat tagjainak – kivéve Teal'c – összes emléke törlődik, Daniel és Vala elárulják egymás iránti érzelmeiket. Az Ori-történetszál a 2008-ban csak DVD-re kiadott Csillagkapu: Az igazság ládája című filmben ér véget. A Csillagkapu: Continuumban Valát és goa'uld személyiségét, Qutesht is viszontlátjuk egy alternatív idősíkon.

### Jelleme
A hivatalos Csillagkapu-fórumok szerint Vala „cselszövő, gátlástalan, szélhámos”, „bátor” és „időnként ingatag”, aki tele van „titokzatos tervekkel” és feltehetően „szerelmi érdeklődéssel Dr. Daniel Jackson iránt”. A TV Zone nevű brit magazin szerint Vala „tolvaj, fegyverüzér, csempész”, „akinek ha a kisujjadat nyújtod, a karodat viszi, és minden mást is, ami a keze ügyébe kerül”. Az SFX sci-fi magazin úgy írja le őt, mint „csintalan kacér lány”, míg a The San Diego Union-Tribune szerint Vala „erkölcsileg kifogásolható”. A Starburst nevű brit sci-fi magazinban Eramo Steven úgy jellemzi Valát, mint „szexis, okos és mindig találékony”. A karaktert alakító Claudia Black szerint Vala kezdetben „szemtelen”, „okos”, „mesterkedő” és „szeszélyes”, de úgy érezte, „nehéz elmondani, milyen is Vala belülről valójában”. Később a színésznő szerint „egy új, furcsa elem”, „irritáló”,
„nagyon vibráló”, „igazán dühítő” és „(remélhetőleg) humoros” lett. A Csillagközi szökevényekben játszott korábbi szerepe után (Aeryn Sun) Black úgy tekint Valára, mint egy komikus és energikus karakterre, kevés tisztelettel és több szemtelenséggel, aki „kimond mindent, amit mások csak gondolnak, de nem mernek kimondani”, habár mindkét karakterben kezdetben ott rejlik a rossz és útjuk során válnak jobb emberekké.” A rendező, Robert C. Cooper úgy gondol Valára, mint egy kis vadócra, aki egy „nagyon szexis karakter, aki nem fél megtenni semmit, amit egy adott helyzet megkíván”. Cooper és Black szerint Valát egy erkölcsi iránytű segíti tetteiben.

### Kapcsolatai
Claudia Black és Michael Shanks (Daniel Jackson) a karaktereik közötti kapcsolatot egy Spencer Tracy/Katharine Hepburn-féle „nem túl sok izgalom, de mégis állandó ellentét” jellemzővel írták le. Annak ellenére, hogy úgy tűnt a 9. évad elején, hogy kapcsolatuk stagnálni fog és lebutítja karakterüket, Shanks úgy érezte, Vala Danielnek olyan oldalát hozta elő, amire azelőtt nem volt lehetősége. Az írók az utolsó évad során tovább fejlesztették Vala és Daniel kapcsolatát, figyelve arra, hogy a köztük lévő szexuális vibrálás mindig megmaradjon. Michael Shanks nyilatkozta a Memento Mori című epizódról, hogy „hivatalosan is törődik Valával és látja benne, hogy valamiféle jóvátételre törekszik és segíteni akarja őt ebben”. Black nézőpontja szerint Daniel „egy érdekes ablakot nyitott Vala külső burkán, aki mindig csak a vidám oldalát mutatta”. Segít Valának emberibbé válni és kényszeríti őt, hogy „fejlődjön az emberekkel való érintkezésben, amitől kevésbé lesz gyerekes és megtanulja, hogy jó dolog őszintének lenni és elmondani, hogyan érzünk”. Amikor Claudia Blacket a kettejük közti románc beteljesedéséről kérdezték a sorozat befejezése előtt, Black azt jósolta, ez a beteljesedés rossz véget érne mind a történet, mind a képernyő előtt érezhető érzelmi vibrálás szempontjából. Amikor Robert C. Cooper bemutatta a sorozat befejező epizódjának előzetes terveit, Black és Shanks is tiltakoztak a terv ellen, hogy Vala és Daniel összecsapások nélkül egyszerűen csak együtt aludjanak. Shanks úgy érezte, „mindig ott volt a sorok között, hogy Daniel karnyújtástól távolabb tartotta Valát magától, nehogy túl közel kerüljenek egymáshoz”. Miután Cooper átírta a jelenetet úgy, hogy növelte Vala sebezhetőségét Daniellel szemben és Daniel őszintén elmondta, mit érez kettejük kapcsolatáról, a két színész elhatározta, hogy az összecsapás jelenetét annyira hitelesen és őszintén fogják eljátszani, amennyire csak lehetséges, hogy egyikük sem legyen a teljesen megszokott karakter, de egyikük se essen ki a szerepéből.
Claudia Black szerint Vala viselkedése reakció arra, ahogyan kezd kötődni emberekhez, amikor már úgy tűnt, nem lesznek újra kapcsolatai. Cooper úgy magyarázta, hogy azzal, hogy a 9. évad végén Vala felvette a kapcsolatot a CSKP-vel a fenyegető veszély miatt, „eljutott az őszinteségnek egy olyan pontjára a CSK-1 tagjaival és talán magával szemben is, ahova azelőtt sosem.” A 10. évad kezdetétől Claudia Black és Amanda Tapping hasonló pozitív bajtársiassági kapcsolatot kértek karaktereik számára, mint ami a férfi szereplők között állt fent. Tapping szerint Carter inkább találta szórakoztatónak Valát, mint bosszantónak. A Morfeusz című epizód egy jelenetében, ami kettejük kapcsolatának fejlődését mutatta volna, kivágták egy időre, és a 10. évad vége felé került csak bele A család köteléke című részbe egy vásárlási jelenet során, ahol a színésznők egymás tudomására hozták tiszteletüket tekintetük és egyéb árnyalatnyi megnyilvánulások segítségével. A CSK-1-hez csatlakozással Vala Teal’c-kel is talált közös pontot, mint a csapat másik idegen tagja, és a színész Christopher Judge úgy magyarázta, hogy karaktere szórakozása Valával hozzájárult Teal'c feloldódásához. Vala és a CSK-1 vezetője, Cameron Mitchell (Ben Browder) közötti kapcsolat ritkán került képernyőre, mivel Black és Browder már jól ismertek voltak, mint csillagközi szerelmespár a Csillagközi szökevények című sci-fi sorozatból.
Black szerint Vala motivációja, hogy csodával határos terhességét elrejtette azzal, hogy a falubeli Tominhoz (Tim Guinee) feleségül ment abból eredt, hogy „őszintén törődött a férfivel. Csinált valami rosszat, de muszáj volt a túlélése miatt.” A közönség várakozásaival ellentétben Vala és Tomin kapcsolata úgy tűnt, normálisan működik, és Vala több erőfeszítést is tett, hogy megmentse a férfit annak mély hite ellenére is.” A 10. évad során Vala belenyugodtt Adria (Morena Baccarin) iránti anyai érzéseibe, az elejétől fogva jól tudván azt, hogy Adria magát a pusztítást testesíti meg, amit ellen harcolniuk kell.” Black úgy vélte, Valának „meg kellett próbálnia közel kerülnie lányához annak reményében, hogy megtalálhatja a módját, hogy emberibbé tegye őt”, annak ellenére, hogy maga Vala sem igazán mondható érettnek.” Amikor Vala az apjával, Jacekkel (Fred Willard) találkozik A család köteléke című részben, Vala „egy némiképp drámaibb és sebezhetőbb oldalát” mutatta meg, ami új volt a közönség számára.

## Fogadtatás
Vala karaktere már a kezdetekben is népszerű volt a sorozat írói, producerei és stábja körében. Andy Mikita rendező az első ebédszünet közben felhívta Robert C. Cooper producert, és azt mondta neki, „vedd fel a csajt”, és Cooper is úgy gondolta, „Vala/Black csodálatos volt. A karakter jól működött.” Damian Kindler író is „igazán kedvelte”, amit Black a produkcióba hozott, úgy vélte, a „karakter, ha jól használják fel, nagyon jövedelmező lesz a Csillagkapu sorozat számára”. Martin Gero szerint Vala szerepét „nagyon vicces írni, talán túl vicces is. Szinte visz magával.” Michael Shanks pedig több interjúban is megismételte, hogy Claudia Black újjáélesztette benne a színjátszás utáni érdeklődését.
Miközben a TV Guide szerint Vala egy „pimasz csaj, akit a nézők azonnal megszeretnek”, Darren Sumner (GateWorld) és Gilles Nuytens (TheScifiWorld) kommentárjában a lányt „meleg fogadtatásban részesítették [...] a rajongók”, és jelenléte „telitalálat a rajongók számára”. A több mint nyolcezer GateWorld olvasó 71%-a tartotta Valát a 9. évadban „kitűnőnek”. Egy későbbi GateWorld szavazáson tizenkétezer résztvevő 51%-a válaszolta azt, hogy Claudia Black főszereplőkhöz csatlakozásának „ideje volt már!”, míg 22% csak érdeklődött vagy nem volt véleménye. A színésznő nem volt túl magabiztos a karakter jó fogadtatásában. és Robert C. Cooper úgy hirdette Vala utolsó megjelenését a 9. évadban, mint a „sokak által szeretett és gyűlölt szereplő” visszatérése. Népszerűségére való tekintettel a Diamond Select Toys bevette Valát a Csillagkapu-akciófigurák harmadik sorozatába.
A The Sun Herald azt írta a szereplőről, hogy „egy vonzó csillagközi tolvaj, aki arról híres, hogy vonzerejével megszerez mindent, amit akar”, és Matt Roush (TV Guide) szerint Claudia Blacket „nézni a 8-9. évadban jó szórakozás”. Stephen Graves a TV Zonetól úgy vélte, hogy Ben Browder és Claudia Black első Csillagközi szökevények-utáni összetalálkozása a Csillagkapu Avalon című epizódjában „valahogy jelentéktelen volt – de Black kiegészítette ezt Vala szikrázó megformálásával”. Graves pozitívan értékelte a producerek azon döntését, hogy nem egy Samantha Carter-másolatot csináltak belőle, és hogy Claudia Black hat epizódnyi alakítása „a sorozat legjobbjaként” marad meg. A Memento mori című epizódról a szintén TV Zone-os Anthony Brown úgy érezte, hogy „Ben Browder és Claudia Black eljutottak arra pontra, ahol képesek a bajt is szórakoztató módon előadni anélkül, hogy úgy éreznéd, hogy a Csillagközi szökevények-beli karaktereik kerültek át egy csillagkitöréssel a Csillagkapu sorozatba”. Maureen Ryan a The Chicago Tribune-től Browder és Black játékát a 10. évadban úgy jellemezte, mint „nagyszerű szórakozás; a Csillagközi szökevényekből származó kapcsolatuk látható volt, bár teljesen más karaktereket alakítottak a Csillagkapu sorozatban”. A SyFy Portal szerint Black miatt a Csillagkapu sorozat nem lesz unalmas tíz év után sem, mivel ő „szó szerint ellopja a műsort a korábbi hősöktől”.
Vala Mal Doran alakításáért Claudia Blacket 2006-ban Szaturnusz-díjra jelölték a Legjobb női televíziós mellékszereplő kategóriában, 2007-ben pedig megnyerte a Constellation-díjat a Legjobb női előadó science-fiction televíziós műsorban 2006-ban kategóriában.

## Külső hivatkozások
- Stargate Wiki
- SyFy